# Diana Salazar
Diana Salazar (née en 1972) est une artiste mexicaine qui depuis 1995 a réalisé une double carrière entre la création et l'enseignement. Elle travaille principalement dans le domaine de la peinture, la photographie, la typographie et la céramique. Son travail est reconnu, elle fait partie du Système national de créateurs d'art et elle a reçu plusieurs prix et reconnaissances.

## Biographie

### Jeunesse et formation
Diana Salazar est née en 1972 dans la Ville de Mexico. Elle commence ses études d'art à la Faculté d'art et création de l'Université nationale autonome du Mexique (UNAM), et elle obtient une licence en 1994 puis une maîtrise en histoire de l'art en 1999 à l'UNAM. En tant qu'étudiante en licence, elle se spécialise en peinture, photographie et en impression de gravure. Le thème de sa thèse de maîtrise est De la photo à la peinture, Influences de la vision photographique dans le regard pictural. Ses études sont financées par la bourse Jeunes Créateurs qu'elle a reçu en 1995-1996 et en 2000-2001, en plus d'une autre bourse de la Fondation UNAM.
En 1999, elle s'installe à Paris pour enseigner l'espagnol pour un an à l'Académie de Créteil, embauchée par le Ministère de l'Éducation nationale. En France, elle crée une série de peintures basées sur la vie à Paris qui ont été exposées et sont inscrites dans un catalogue raisonné.
Elle est actuellement étudiante en doctorat d'art et de création à la Faculté d'art et création et prépare une thèse portant sur Desarrollo de un seminario de pintura contemporánea. Propuestas en torno a la enseñanza de la pintura,.

### Carrière
La carrière de Diana Salazar se partage entre la peinture et l'enseignement, disciplines réputées « jalouses » entre elles mais qui s'enrichissent mutuellement. Elle commence à donner des cours en 1995 à l'UNAM, principalement des cours de bases de visualisation, de techniques de représentation graphique, de dessin et d'analyse de formes. Depuis 2006, elle coordonne le séminaire de peinture contemporaine au sein de l'école et en 2008, elle commence à enseigner en maîtrise, principalement la peinture dans le programme d'Art et Création, au sein duquel elle dirige plus de 50 projets de recherche et d'art. Elle donne aussi des cours dans d'autres institutions publiques et privées au Mexique,.
Sa carrière d'artiste commence en 1995 avec sa première exposition individuelle à l'Alliance Française dans le quartier de San Angel dans la Ville de Mexico. Depuis lors, elle a présenté son travail dans plus de 50 expositions individuelles et collectives au Mexique, en Amérique du Nord, en Europe et en Amérique du Sud.
On compte parmi ses expositions individuelles celles présentées au Musée d'Art Populaire de Mexico (2014), à la galerie los Fugaces Galería Arte Actual Mexicano à Monterrey (2008), à la Maison de la France de Mexico (2004), à la Galerie d'Art Contemporain et Création à Puebla (2004), à la The Other Gallery dans la province de l'Alberta au Canada, à la Galerie Calakmul de Mexico (2002), à la Galerie des Sciences et des Arts à Hermosillo dans la région de Sonora (1998) et à l'ENAP (1996). Les expositions collectives qu'elle a présentées ont eu lieu au Centre des Arts de Monterrey (2006, 2008, 2009, 2010, 2012), à l'Institut Culturel Mexicain de San-Antonio, Texas (2007), au Musée Métropolitain de Monterrey (2003, 2005), au Centre National des Arts de Mexico (2002), à la première Biennale des Beaux-Arts de Tamaulipas (2003), au Salon d'Octobre de Guadalajara (2002), au Musée de la ville de Mexico (2002), à la mairie de Bagnolet en France (2000) et à la première Biennale d'Art ibéro-américaine à Lima, Pérou.
Diana Salazar travaille aussi en collaboration avec Uriarte Talavera pour créer des pièces de céramique où elle peut développer ses propres créations.
Son travail artistique est reconnu avec son affiliation au Système National des Créateurs d'Art de CONACULTA (Consejo Nacional para la Cultura y las Artes) (2012-2015). Elle reçoit une mention honorifique à la XXIII Rencontre Nationale d'Art en 2003 et obtient une résidence temporaire au Banff Center for the Arts au Canada. En 2001 elle gagne un prix au Salon d'Octobre de Guadalajara et une mention honorifique à la Première Compétition de Peinture sponsorisée par INDART. Son travail académique est couronné en 2013 par une distinction de l'Université Nationale pour des Jeunes Académiciens de l'UNAM,,. Les critiques d'art suivant : Jaime Brun Villareal, Teresa du Conde, Elia Espinosa, Mariano Rivera Velázquez et Francisco Castro Leñero ont écrit sur le travail de Diana Salazar.